# Terza guerra punica
La terza guerra punica fu combattuta fra Cartagine e la Repubblica romana fra il 149 a.C. e il 146 a.C. Fu l'ultima delle tre guerre fra le antiche civiltà del Mar Mediterraneo.

## Situazione

### Cartagine
Con la sconfitta nella prima guerra punica, Cartagine aveva perso la parte della Sicilia - che aveva faticosamente conquistato e mantenuto durante le guerre greco-puniche - e la Corsica, invasa dai Romani nel 237 a.C. La rivolta dei mercenari permise ai Romani di appropriarsi anche della Sardegna nel 238. Dopo l'avventura di Annibale, le cui imprese erano alla base della seconda guerra punica, la città aveva dovuto cedere anche le redditizie conquiste in Spagna che l'avevano sostenuta finanziariamente, sia per il pagamento delle indennità conseguenti al primo conflitto, sia il quindicennio bellico di Annibale nella penisola italica.
Cartagine, inoltre, stava pagando le nuove indennità richieste dopo la sconfitta di Annibale (200 talenti d'argento annui per cinquant'anni) e fu costretta a prestare un contingente alle forze di Roma nelle guerre contro Filippo V, Antioco III e Perseo. La relativa decadenza dello Stato era mitigata dalla ripresa del commercio in cui i Cartaginesi erano maestri e un nuovo impulso dato all'agricoltura, in particolare alle coltivazioni di ulivo e vite con tecniche moderne ad alta resa, suggerite dal manuale agronomico di Magone che era tradotto anche a Roma.

## Atteggiamenti
Cartagine subiva le pesanti condizioni di sconfitta e si atteneva ai patti in modo scrupoloso per evitare di dare ai Romani l'occasione di gravare ulteriormente sulla città.
Roma, però, non poteva dimenticare il pesante carico di costi economici, umani e psicologici causati da Annibale nel corso della precedente guerra. Hannibal ad portas! ("Annibale (è) alle porte!") era diventata la frase spauracchio per i bambini e non solo. I territori a sud di Roma che avevano sopportato le scorribande, dei Cartaginesi prima e delle legioni poi, erano in condizioni disastrose (nel solo 214 a.C. nove villaggi distrutti e 32 000 civili resi schiavi). Lo sforzo bellico fu grandioso in termini di risorse umane.
Dalle sei legioni che Roma manteneva prima di Annibale, si era passati a venticinque nel 212 a.C. Si può calcolare che con le forze degli alleati, Roma dovesse mantenere oltre 200 000 uomini a combattere. A questi bisogna aggiungere le forze navali con i loro costi e i loro uomini. Ogni combattente era sottratto alla produzione e soprattutto alle campagne e all'agricoltura. Si può quindi comprendere perché Roma fosse ben attenta a fare sì che Cartagine non rialzasse la testa.
E a ricordare ai Romani la loro nemica pensava il tradizionalista Marco Porcio Catone che, volendo evitare che la sua civiltà entrasse in contatto con i corrotti costumi orientali, conquistando l'Asia Minore, terminava tutti i suoi discorsi con la famosissima frase «Ceterum censeo Carthaginem esse delendam» (e concludo affermando che Cartagine deve essere distrutta). Non tutti erano dell'avviso, per esempio Scipione Nasica, cugino dell'Africano rispondeva: «per me deve vivere». Ma non aveva la stessa influenza. Inoltre, a spalleggiare i senatori favorevoli al censore, v'erano anche i cavalieri, che gestivano le attività commerciali. Nondimeno, la situazione poteva mantenersi in uno stato di precario equilibrio se non fosse intervenuto Massinissa.

## Massinissa
Ripresosi il suo regno, che gli era stato tolto da Siface, Massinissa si era dedicato allo sviluppo dei suoi territori. Per prima cosa inglobò alcuni regni minori in modo più o meno pacifico fino a portare la Numidia a svilupparsi su quasi tutta la costa dalla Tunisia all'Atlantico. Con una serie di riforme sociali ed economiche iniziò la trasformazione del regno da pastorale con società nomade ad agricolo e stanziale. Fondò alcune città, ne ingrandì altre e in genere mostrò la sua aspirazione a fondare un grande stato moderno. Per raggiungere un reale sviluppo territoriale, umano e tecnico, e per fornire ai suoi pastori e neo agricoltori una base culturale ed economica, doveva però incorporare anche Cartagine e le sue conoscenze agricole, navali, commerciali.
Massinissa, quindi approfittò degli accordi di pace del 201 a.C. fra Roma e Cartagine (che vietavano a questa persino l'autodifesa senza il consenso dei vincitori) per iniziare una serie di azioni di disturbo verso la città punica sottraendo territori di confine con la forza e contestandone per via diplomatica il possesso di altri.

## Casus belli
Nel 193 a.C. Massinissa occupò la regione degli Emporia, tanto ricca da rendere a Cartagine un talento al giorno. Alle lamentele di Cartagine, il re numida ribatté che i punici erano stranieri i quali, avuto il permesso di possedere tanta terra quanta ne comprendeva una pelle di bue, si erano impadroniti di molta parte dell'Africa. Ad ogni buon conto il Senato inviò a Cartagine una delegazione comprendente Publio Cornelio Scipione che però non decise alcuna mossa contro la Numidia.
Nel 174 a.C. Massinissa occupò Tisca e il territorio circostante. Per salvare le apparenze Roma inviò in Africa Catone alla guida di un'altra commissione. Catone, tornato in Italia con ancora più radicata la convinzione che Cartagine stesse risorgendo economicamente e anche riarmandosi, intensificò la sua martellante campagna per la distruzione della città. Famoso l'aneddoto del cestino di fichi che Catone, al suo ritorno, mostrò in Senato; erano ancora tanto freschi da rendere evidente "quanto" Cartagine fosse vicina e tanto buoni da far toccare con mano la concorrenziale qualità dei suoi prodotti.
Un altro tassello alla guerra fu portato dagli stessi Cartaginesi: la fazione favorevole a Roma e addirittura a Massinissa perse il potere e 40 membri furono esiliati. Rifugiatisi in Numidia, senza grande fatica spinsero il re, ottantenne, a inviare a Cartagine i suoi figli per chiedere il rientro degli esuli. Cartagine rifiutò e Massinissa occupò la città di Oroscopa. Nel 150 a.C. l'esasperata Cartagine, sapendo ormai di non potere ottenere giustizia da Roma, rompendo i patti decise il riarmo e apprestò un esercito di 50 000 uomini (come sempre in massima parte mercenari) e cercò di riconquistare Oroscopa. Però il re Numida, disponendo di forze militari di maggiore professionalità, uscì vincitore.
Il rischio per Roma, adesso, era che Cartagine, ancor più indebolita, cadesse preda della Numidia. Naturalmente a Roma non si sarebbe visto di buon occhio il formarsi in Africa di uno stato economicamente potente, esteso dall'Atlantico all'Egitto e con notevoli masse umane da impiegare nelle inevitabili guerre.
La rottura dei patti, in ogni caso, era indiscutibile e fornì Roma di un pretesto perfetto per intervenire. Contrariamente ai desideri di Catone che parteggiava per un'immediata dichiarazione di guerra, all'inizio mandò una missione diplomatica per far desistere i Cartaginesi dal riarmo, in cui il Senato chiedeva che la parte della città sul mare fosse demolita e che nessun edificio sorgesse a meno di 5 km dal mare. Giacché l'intera economia cartaginese si fondava sugli scambi commerciali sul Mediterraneo, questi non accettarono, cosicché, anche per evitare che Massinissa la conquistasse e diventasse così troppo potente e incontrollabile, dichiarò guerra all'eterna rivale.
Era il 149 a.C. e iniziava la terza guerra punica.

## Primi atti di guerra
Non appena si seppe che i consoli romani Lucio Marcio Censorino e Manio Manilio Nepote erano partiti per l'Africa dalle basi siciliane con un esercito di 80 000 uomini e 4 000 cavalieri, Cartagine capitolò e cercò di minimizzare i danni, rimettendosi alle decisioni di Roma e inviando 300 ostaggi scelti fra gli adolescenti della nobiltà punica. I consoli romani avevano però precise istruzioni di eliminare per sempre la città.
L'esercito romano sbarcò vicino a Utica, che si arrese, e iniziò le operazioni. Partecipava anche, come tribuno, Scipione Emiliano, figlio del console Lucio Emilio Paolo Macedonico, vincitore a Pidna che era stato adottato nella gens Cornelia dal figlio di Scipione Africano. I consoli ricevettero gli ambasciatori di Cartagine ai quali rinfacciarono la ripresa delle ostilità. I malcapitati non poterono ribattere che Roma non avesse protetto, come invece promesso, i territori della sconfitta rivale e dovettero accettare le condizioni che furono poste: Cartagine consegnò al campo romano di Utica 200 000 armature, 2 000 catapulte e altro materiale bellico.
Resi inermi i Cartaginesi, Censorino disse che quello che avevano fatto non era sufficiente e che, per la sicurezza di Roma, Cartagine doveva essere distrutta. "Escano dunque dalle mura gli abitanti e vadano ad abitare a ottanta stadi dal mare". Ben 15 km più all'interno, lontano dalla sua prosperità, lontana dal mare. Gli ambasciatori riuscirono a replicare che Roma non teneva fede alle promesse ma fu loro obiettato che Roma aveva promesso la salvezza ai cittadini, non alla città. Gli ambasciatori, al ritorno, furono quasi uccisi dalla folla. Il popolo si ribellò, finalmente ma tardivamente unito nell'odio agli invasori e nel desiderio di salvare la patria.
Per prima cosa furono uccisi tutti gli Italici presenti in città, furono liberati gli schiavi per avere aiuto nella difesa, richiamati Asdrubale e altri esuli che erano stati allontanati per compiacere Roma. Fu chiesta una moratoria di 30 giorni con il pretesto di inviare una delegazione a Roma. In questi giorni, sbarrate le porte della città e rinforzate le mura, iniziò una frenetica corsa al riarmo. I 300 000 Cartaginesi fondendo ogni metallo recuperabile dagli edifici e dai templi, perfino oro e argento, riuscirono a produrre ogni giorno 300 spade, 500 lance, 150 scudi e 1 000 proiettili per le ricostruite catapulte. Le donne offrirono i loro capelli per fabbricare corde per gli archi. Quando i Romani, partiti da Utica per distruggerla, arrivarono alle mura di Cartagine le trovarono chiuse e irte di armati; trovarono un intero popolo compatto e stretto alla difesa della sua città.

## L'assedio di Cartagine
Cartagine era estremamente ben difesa. Le mura erano possenti, i difensori decisi, i rifornimenti sicuri e abbondanti tramite il porto.
I consoli trovarono una situazione difficile. La sosta aveva dato ad Asdrubale la possibilità di raccogliere circa 50 000 uomini ben armati. Manio Manilio Nepote portò i suoi uomini alle mura della cittadella mentre Censorino tentò di bloccare il porto con la flotta. Iniziò il lancio delle catapulte e i Romani riuscirono a produrre una breccia nelle mura che però fu subito richiusa. I difensori contrattaccarono e distrussero parte delle macchine belliche. Quando i manipoli furono lanciati all'assalto della breccia furono sanguinosamente respinti. Censorino, da parte sua cercò di attaccare il borgo di Neferi ma fu anch'egli respinto da Asdrubale. Qui si distinse Scipione Emiliano che riuscì a portare nel campo dei romani Imilcone Fàmea, uno dei capi della cavalleria cartaginese, con oltre 2 200 cavalieri.
Nel 148 a.C. i nuovi consoli Lucio Calpurnio Pisone Cesonino e Lucio Ostilio Mancino furono inviati in Africa ma si rivelarono ancora più incapaci dei predecessori. In particolare Pisone si fece battere dai difensori di due città vicine Clupea e Ippona.
Questi insuccessi resero audaci i Cartaginesi che mandarono delegazioni in vari stati compresa la Numidia. Ma l'eccesso di fiducia fu letale. Asdrubale prese il potere con un colpo di Stato rompendo la concordia precedente e ordinò di esporre sulle mura i prigionieri romani, orrendamente mutilati, per intimorire le truppe nemiche. Ottenne l'effetto contrario. I Romani, inaspriti, non avrebbero concesso mercé.

## Scipione prende il comando
Nel 147 a.C. Scipione Emiliano venne nominato console pur senza aver raggiunto l'età prescritta di 42 anni avendo come collega Gaio Livio Druso. Appena giunto sotto le mura di Cartagine dovette correre a salvare Lucio Mancino che, isolato da un contrattacco dei difensori e non riuscendo a sganciarsi, correva addirittura il rischio di morire di fame. Si doveva concentrare l'attacco alla città, dopo il restante territorio avrebbe ceduto. Asdrubale, che difendeva il porto con 7 000 uomini, fu attaccato di notte e costretto a riparare a Birsa. E ancora le vettovaglie giungevano a Cartagine.
Scipione, con una diga di tre metri, bloccò il porto attraverso il quale ai Cartaginesi arrivavano i sempre più scarsi rifornimenti. I Cartaginesi scavarono un tunnel-canale per poter rifornire la città e riuscirono addirittura a costruire cinquanta navi. Ma la rapidità di Scipione fu fatale. La flotta fu distrutta, il tunnel-canale chiuso e presidiato.
Nel frattempo Nefari, che era presidiata da un grosso nucleo cartaginese e che si dimostrava una spina nel fianco, fu attaccata da truppe romane comandate dal legato Lelio e dal figlio di Massinissa, Golussa, che Scipione aveva convinto ad allearsi a Roma. Si parlò di 70 000 morti e 4 000 sfuggiti, ma sono cifre riportate da storici attenti a cantare le lodi dei vincitori. Ad ogni modo la caduta di Nefari portò con sé la resa delle altre città.
I Romani poterono concentrarsi meglio su Cartagine.

## Fine di Cartagine
L'agonia della città durò tutto l'inverno. Senza più viveri e attaccata perfino da una pestilenza, Cartagine soffrì la fame, vi furono casi di cannibalismo e di morte per gli stenti. Scipione conosceva benissimo le condizioni degli assediati e non forzò l'attacco.
Solo nel 146 a.C. l'esercito venne lanciato a superare le mura. Lelio e le sue truppe scelte conquistarono il porto militare e il foro.
I sopravvissuti impegnarono i Romani in una disperata battaglia per le strade della città, di casa in casa, che si protrasse per circa quindici giorni. Furono usati tutti i mezzi per rallentare l'inesorabile avanzata dei legionari ma l'esito era scontato. Gli ultimi soldati assieme a un migliaio di disertori romani, si rinchiusero nel tempio di Eshmun (collegato al greco dio della salute Asclepio o al romano Esculapio) sull'acropoli, resistendo per altri otto giorni. Il tempio verrà poi dato alle fiamme dagli stessi Cartaginesi.
Per risparmiare le sue truppe Scipione emanò un bando che prometteva salva la vita a chi si arrendeva e usciva disarmato dalla cittadella; uscirono in 50 000 fra cui Asdrubale. Dalle mura della cittadella la moglie di Asdrubale, fra sanguinose ingiurie e maledizioni al marito, gridò una preghiera a Scipione di punire il codardo indegno di Cartagine, poi salì al tempio incendiato, sgozzò i figli e come Didone si lanciò fra le fiamme.
Dopo avere recuperato alcune opere d'arte che i Cartaginesi avevano preso in Sicilia, fra cui il Toro di Agrigento e la Diana di Segesta, Scipione abbandonò la città al saccheggio dei suoi soldati. Cartagine, la possente regina del Mediterraneo che aveva fatto tremare Roma, fu rasa al suolo, la città fu sistematicamente bruciata, le mura abbattute e il porto distrutto. Lo storico greco Polibio narra che Scipione pianse vedendo in quella rovina la possibile futura sorte di Roma stessa.
Leggenda vuole che sulle rovine della città fosse passato l'aratro, e i solchi cosparsi di sale in modo tale che nulla potesse più crescere sul suo suolo; da rimarcare però che nessuna fonte dell'antichità menziona questo rituale e i primi riferimenti allo spargimento di sale risalgono solo al XIX secolo.
La terza guerra punica era terminata.
Il 5 febbraio 1985, a 2 131 anni dalla fine della guerra, l'allora sindaco di Roma Ugo Vetere e il sindaco di Cartagine Chedli Klibi, firmarono una pace simbolica tra le due città che mise formalmente fine al conflitto e che avvicinasse e favorisse la cooperazione non solo tra le due città, ma anche tra l'Italia e la Tunisia stesse.

## Conseguenze
I circa 50 000 superstiti, in massima parte donne e bambini, furono venduti - come d'uso - nei mercati degli schiavi; la città fu rasa al suolo, tanto che alla fine ne rimasero solamente rovine. I territori divennero ager publicus e dati in affitto a coloni romani, italici e anche libici. La vicina Utica, rivale di Cartagine e alleata di Roma, divenne la nuova capitale della regione.
Massinissa non poté godere delle sue iniziative. Fra il suo Stato e gli ex possedimenti di Cartagine fu scavato un fossato (fossa Regia) che segnò definitivamente il confine fra la Numidia (per il momento ancora indipendente) e la neonata provincia romana d'Africa.
La situazione economica e sociale di Roma al termine delle tre guerre puniche era talmente cambiata che Scipione Emiliano, nel 142, pregò per la conservazione della Repubblica e non per il suo ampliamento.
Il sito di Cartagine era però troppo ben scelto perché rimanesse disabitato e una nuova città nacque con lo stesso nome e crebbe, diventando la seconda città nella parte occidentale dell'Impero romano. Sarebbe presto diventata la città principale della Provincia d'Africa.

## Galleria d'immagini

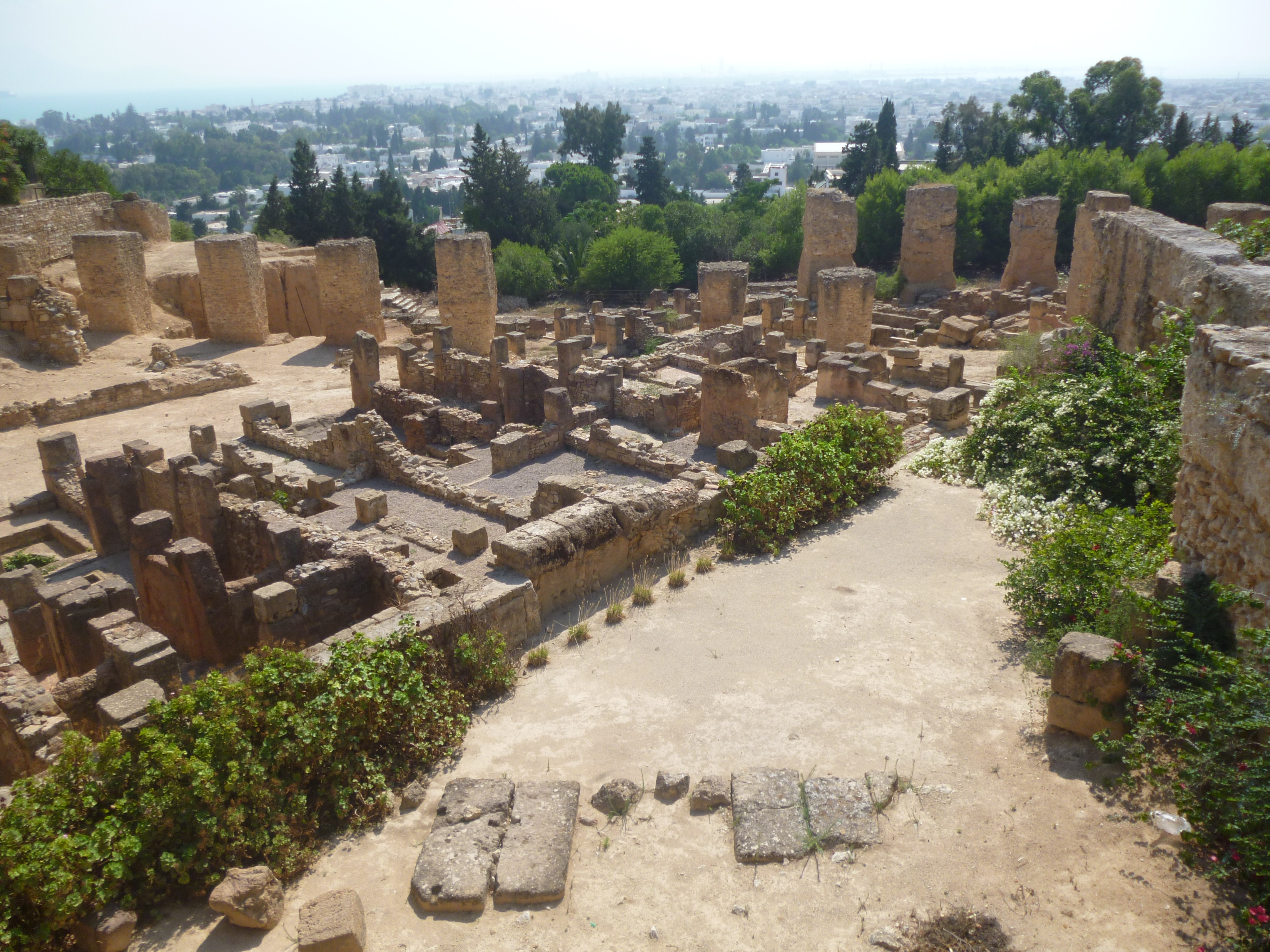
Rovine di Cartagine
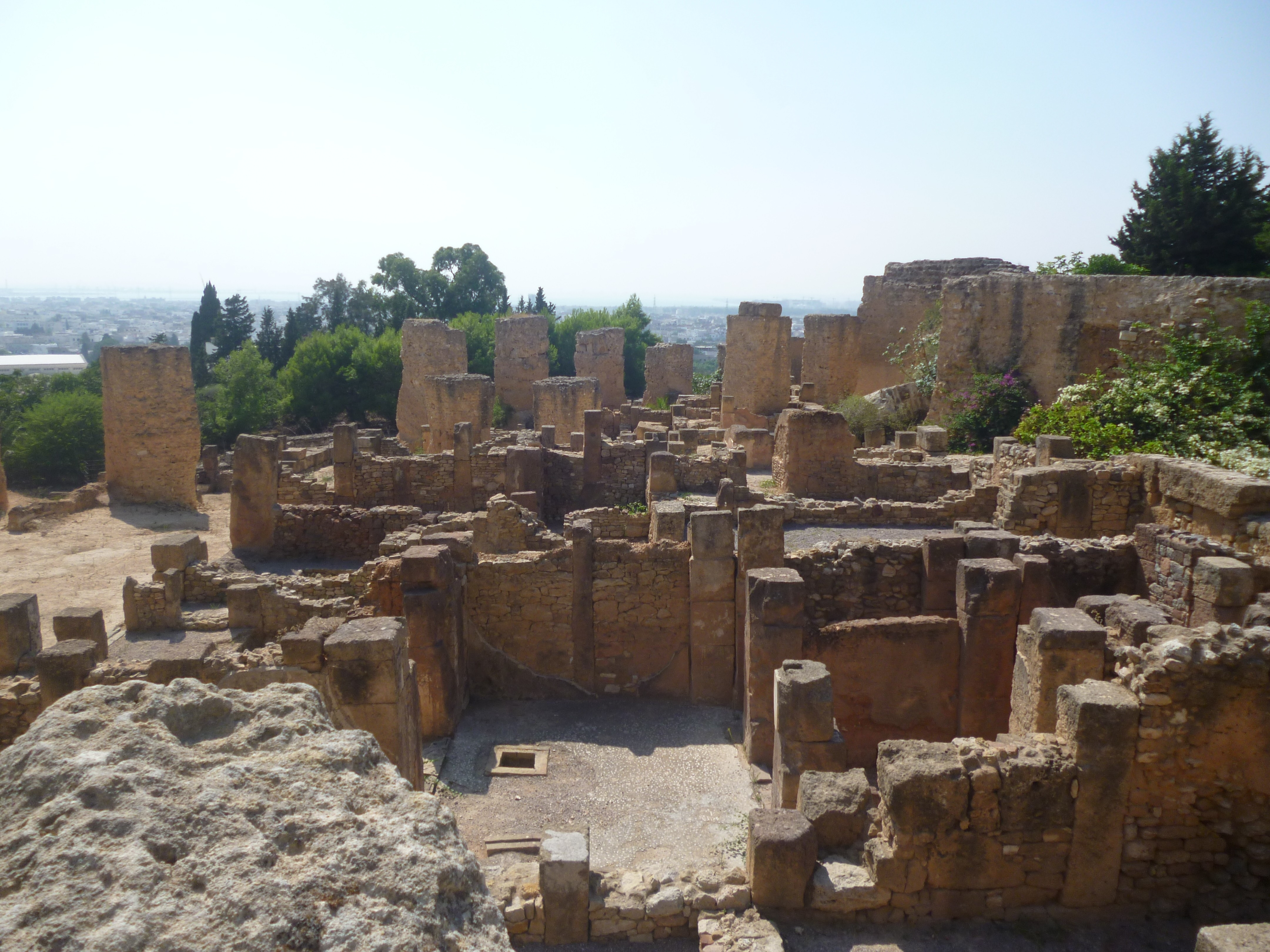
Rovine di Cartagine
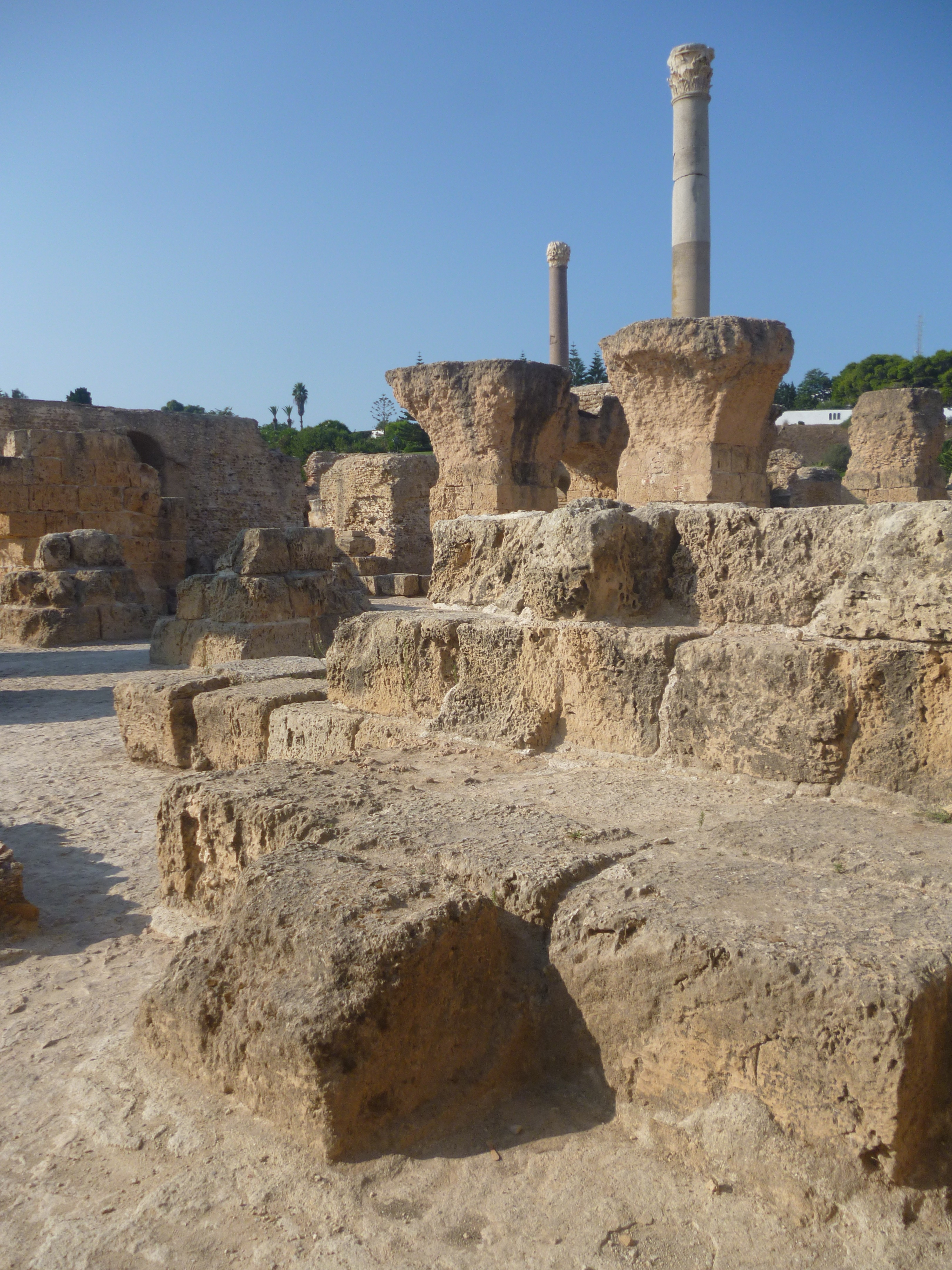
Rovine di Cartagine